# Die Kunst der Fuge
Die Kunst der Fuge er et musikalsk værk komponeret af Johann Sebastian Bach. Det består af en samling fugaer og kanoner. Den sædvanligste version indeholder 14 fugaer og fire kanoner, men værket fuldendtes ikke af Bach, og den sidste fuga slutter brat. Alle fugaer og kanoner bygger i princippet på samme tema:
Man ved ikke om værket blev skrevet for et særligt instrument eller særlig besætning, men det er muligt at fremføre det på et klaver, piano, cembalo m.fl. og orgel. Værket har også været instrumenteret for forskellige ensembler som strygekvartet og strygeorkester.